# 蒙瓦朗
蒙瓦朗（法語：Montvalen，法語發音：[mɔ̃valɛ̃]）是法国奥克西塔尼大区塔恩省的一个市镇，位于该省西部，属于阿尔比区。

## 地理
蒙瓦朗（43°51'52"N, 1°35'24"E）面积11.73 平方千米，位于法国奧克西塔尼大區塔恩省，该省份为法国南部内陆省份，北起顺时针与阿韦龙省、埃罗省、奥德省、上加龙省和塔恩-加龙省接壤。
与蒙瓦朗接壤的市镇（或旧市镇、城区）包括：邦迪古、勒博恩、塔恩河畔莱拉克、塔恩河畔米尔普瓦、塔恩河畔维勒米尔、泰斯库河畔博韦、格拉扎克、罗克莫尔、托里亚克。

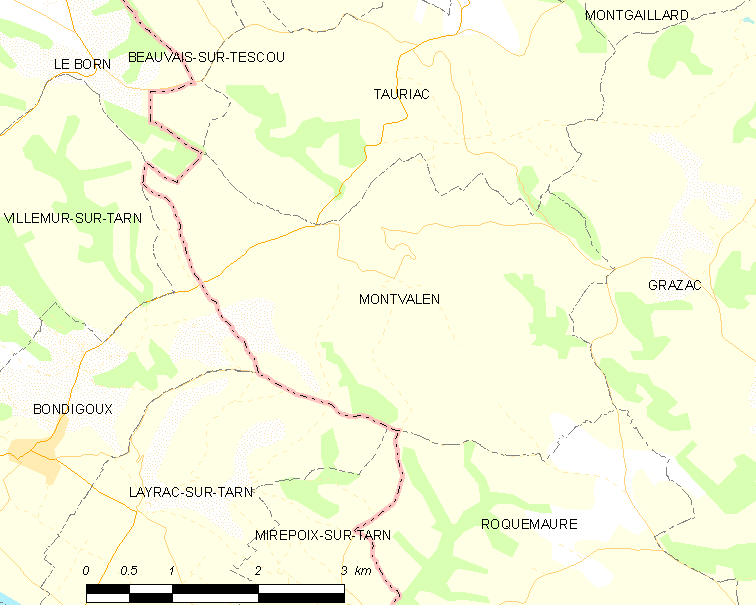
蒙瓦朗的OSM定位图

蒙瓦朗的时区为UTC+01:00、UTC+02:00（夏令时）。

## 行政
蒙瓦朗的邮政编码为81630，INSEE市镇编码为81185。

## 政治
蒙瓦朗所属的省级选区为葡萄园与城堡庄园县。

## 人口

1962-2008年间蒙瓦朗人口变化图示

蒙瓦朗于2022年1月1日时的人口数量为243人。